# Benedek Árpád
Benedek Árpád (Kecskemét, 1925. március 1. – Budapest, 2008. április 8.) Jászai Mari-díjas magyar színész, rendező, műfordító, érdemes művész.

## Életpályája
Szülei: Benedek József és Németh Julianna voltak. 1943–1946 között a Pázmány Péter Tudományegyetem Orvostudományi Karának hallgatója volt. 1944-ben a Görgey-zászlóalj fegyveres ellenállásában vett részt. 1945-ben Győrffy-kollégista volt. 1946–1948 között a Pázmány Péter Tudományegyetem Bölcsészettudományi Karának hallgatója volt. 1948–1954 között a leningrádi Osztrovszkij Színművészeti Főiskola rendező szakán tanult. Egyetemi tanulmányai alatt a budapesti Hőgyes Endre utcai Unitárius Misszióházban lakott. Részt vett a Központi Levente Tánc- és Énekegyüttes munkájában is. 1954–1956 között a Magyar Néphadsereg Színháza rendezője volt. 1956-tól a József Attila Színház rendezője volt. 1988-ban nyugdíjba vonult.

## Magánélete
1955-ben házasságot kötött Sesztakova Ariadna-val. Három gyermekük született: Péter (1955), Mária és Olga (1960).

## Színházi munkái
A Színházi Adattárban regisztrált bemutatóinak száma: fordítóként: 44; színészként: 2; rendezőként: 71.

### Műfordítóként
| - Gorkij: Szomov és a többiek (1953) - Dihovicsnij-Szlobodszkij: Sose halok meg (1958) - Rozov: Felnőnek a gyerekek (1959, 1962-1963) - Dihovicsnij-Szlobodszkoj: De nehéz a feltámadás (1960) - Rozov: Udvarol a gyerek (1961) - Akszjonov: Kollégák (1963) - Aljosin: Döntő pillanatok (1965) - Rozov: Úton (1965-1966) - Radzinszkij: Filmet forgatunk (1966) - Rozov: A bohóc (1966) - Szlavin: Örvény (1967) - Rozov: Ketten az úton (1967) - Gorin-Arkanov: Világraszóló lakodalom (1969) - Rozov: A futópályán (1969) - Roscsin: Egy fiú meg egy lány (1972) - Braginszkij-Rjazanov: Ma éjjel megnősülök! (1973-1974, 1977-1978, 1982) - Zsuhovickij: Igyunk Kolumbuszra (1974) | - Gorkij: Barbárok (1974) - Roscsin: Veled vagy nélküled (1977) - Osztrovszkij: A négylábú is megbotlik (1981) - Braginszkij-Rjazanov: A képmutatók (1981) - Galin: Retro (Leélt napok fényes bánata) (1982) - Stok: Isteni komédia (1982) - Gelman: Négyszemközt mindenkivel (Magasfeszültség) (1983-1984) - Xenopulosz: A kísértés (1983) - Gelman: A pad (1984, 2003, 2005) - Dozorcev: Az utolsó ügyfél (1987) - Galin: Vaklárma (1987) - Misarin: Ezüstlakodalom (1988) - Dudarev: Másnap (2003) |

### Színészként
- Hegedüs-Földes: A Múzsák nyomában....Konferanszié
- Collodi: Pinokkió, a hosszúorrú fabáb története....Csendőr; Kocsis

### Rendezőként
| - Gorkij: Szomov és a többiek (1953) - Tolsztoj: Szellemesek (A felvilágosodás gyümölcsei) (1953) - Szenkár Dezső: Tiszaparti szerelem (1954) - Heltai Jenő: A néma levente (1955, 1962, 1966) - Lehár Ferenc: Pacsirta (1955) - Shaw: Fanny első színdarabja (1956) - Gáli József: Szabadsághegy (1956) - Fejér István: Bekötött szemmel (1958) - Rozov: Boldogság, merre vagy? (1958) - Földes Mihály: Honvágy (1959) - Rozov: Felnőnek a gyerekek (1959) - Bartos-Baróti: Mindent a mamáért (1961) - Rozov: Udvarol a gyerek (1961) - Kastner: Az eltűnt miniatűr (1962) - Le Sage: A csalafinta bárónő (1962) - Akszjonov: Kollégák (1962) - Vészi Endre: Hajnali beszélgetés (1963) - Deval: A potyautas (1963) - Priestley: Mr. Kettle és Mrs. Moon botrányos esete (1963) - Berkesi András: Villa Bécs mellett (1964) - Maugham: Imádok férjhezmenni (1964, 1991-1992) - Bulgakov: Fehér karácsony (1964) - Berkesi András: Viszontlátásra, Harangvirág! (1965) - Jonson: Volpone, avagy a pénz komédiája (1965) - Hammel: Kilenckor a hullámvasútnál (1967) - André: Lulu (1967) - Rozov: Ketten az úton (1967) - Németh László: Nagy család (1968) - Berkesi András: Thomson kapitány (1968) - O'Neill: Egy igazi úr (1968) - Gavault-Charvay: Valami mindig közbejön... (1969) - Rozov: A futópályán (1969) - Illyés Gyula: Malom a Séden (1970) | - Satrov: Merénylet (1970) - Károlyi Mihály: A nagy hazugság (1971) - Berkesi András: A tizenharmadik ügynök (1971) - Roscsin: Egy fiú meg egy lány (1972) - Leonard: Motel a hegyen (1972) - Sardou-Moreau: Szókimondó Kata (1973) - Braginszkij-Rjazanov: Ma éjjel megnősülök! (1973) - Plautus: Táncoló kísértetek (1974) - Kohlhaase-Zimmer: Hal négyesben (1974) - Leonov: Hazatérés (1975) - Ayckbourn: Nálunk, nálatok, náluk... (1975) - Kaló Flórián: Mai történet (1976) - Csiky Gergely: Buborékok (1976) - Berkesi András: Kálvária (1977) - Csurka István: Nagytakarítás (1977) - Bolt: Éljen a királynő! (1977) - Brooke-Bannerman: Weekend a tengerparton (1978) - Billetdoux: Csin-Csin (1979) - Maróti Lajos: Érdemei elismerése mellett... (1979) - Ayckbourn: Hálószoba-komédia (1980) - Rozov: A siketfajd fészke (1980) - Csurka István: LSD (1981) - Pancsev: A négy süveg (1981) - Braginszkij-Rjazanov: A képmutatók (1981) - Maróti Lajos: Egy válás története (1982) - Galin: Retro (Leélt napok fényes bánata) (1982) - Gorkij: Az öreg (1982) - Xenopulosz: A kísértés (1983) - Gyárfás Endre: Dörmögőék vidámparkja (1984) - Galambos Lajos: Szerelmes égitestek (1986) - Ayckbourn: Lépcsőnjáró szellemek (1988) - Gyárfás Endre: Dörmögőék csodajátéka (1990) - Collodi: Pinokkió, a hosszúorrú fabáb története (1994) - Grimm: Hamupipőke (1997) |

## Filmjei
- Alba Regia (1961)
- Asszony a telepen (1963)
- Világraszóló lakodalom (1967)
- Bors (1968)
- Falak (1968)
- Érik a fény (1970)
- Nyúlkenyér (1977)
- Századunk (1981)

## Díjai, kitüntetései
- Jászai Mari-díj (1971)
- SZOT-díj (1973)
- Érdemes művész (1980)
- A Magyar Érdemrend lovagkeresztje (2006)